# Marie-Line Reynaud
Marie-Line Reynaud (* 17. Juli 1954 in Barbezieux-Saint-Hilaire) ist eine französische Politikerin. Sie war von 1997 bis 2002 und ist seit 2007 Abgeordnete der Nationalversammlung und war von 2004 bis 2007 Mitglied des Europäischen Parlaments.
Reynaud schloss ihr Studium mit einem Master in Europarecht ab. 1985 zog sie nach Jarnac und zog dort 1989 in den Stadtrat ein. Bei den Parlamentswahlen 1997 wurde sie im Département Charente für die Parti socialiste in die Nationalversammlung gewählt. Auf lokaler Ebene stieg sie 2001 zur stellvertretenden Bürgermeisterin von Jarnac auf. 2002 wurde sie als Abgeordnete nicht wiedergewählt. Bei der Europawahl 2004 wurde sie jedoch ins Europäische Parlament gewählt. 2007 trat sie erneut bei den Parlamentswahlen an und konnte wieder in die Nationalversammlung einziehen. Infolgedessen zog sie sich aus dem Europaparlament zurück und gab ihr Amt als stellvertretende Bürgermeisterin auf. Bei den Wahlen 2012 wurde sie als Abgeordnete wiedergewählt.